# Carla Ginola
Pour les articles homonymes, voir Ginola.
Carla Ginola, est une blogueuse de mode et mannequin française.

## Biographie
Carla Ginola est la fille du footballeur et animateur de télévision David Ginola, et de son épouse Coraline Delpin, mannequin[réf. à confirmer]. Elle passe son enfance à Londres,[source secondaire souhaitée].
À l'issue de ses études supérieures de commerce à Londres, elle est diplômée de la Regent's University de Londres (en). En 2015, elle assiste à la Semaine de la mode de Paris (Fashion Week) avec sa mère qui la fait connaître[source secondaire souhaitée].
Influenceuse web, sur Instagram, elle a également une chaîne YouTube[source secondaire souhaitée].
Elle est également « à la tête d'une marque de bijoux[Laquelle ?] ».
En octobre 2017, elle fait ses débuts à la télévision en intégrant l'équipe de chroniqueurs de l'émission Touche pas à mon poste !. À l'issue de l'émission, le journaliste de TV Magazine écrit « Carla Ginola […] a montré du répondant au sein de la bande. Des débuts prometteurs. ». Son contrat n'est pas reconduit pour un deuxième passage.
À l'automne 2018, elle participe à la neuvième saison de l'émission Danse avec les stars sur TF1, aux côtés du danseur professionnel Jordan Mouillerac, et termine onzième et dernière de la compétition,,[source secondaire souhaitée],[source secondaire souhaitée].
En 2019, elle participe à Fort Boyard sur France 2.[pertinence contestée]